# 岩田達宗
岩田 達宗（いわた たつじ）は、日本のオペラ演出家。「行列のできる演出家」と言われ、国内大小様々なオペラを数多く演出を手掛けており、日本を代表するオペラ演出家のひとり。

## 概要
神戸市出身。1981年（昭和56年）兵庫県立御影高等学校卒業。1986年東京外国語大学フランス語学科卒業。大学在学中より舞台美術、特に演出に関心を持ち、（株）ザ・スタッフで舞台監督の加藤三季夫に学ぶ。
1988年二期会のサヴォンリンナ（フィンランド）オペラ公演、1990年ウェルシュ・ナショナル・オペラの来日公演、1991年には鴻上尚史率いる劇団「第三舞台」のイギリス巡演などに演出助手として参加している。
粟國安彦が1990年に、 三谷礼二が翌年に亡くなり、その二人の最後の仕事に岩田は両方とも関わっており、 二人からオペラに誘われた。粟国と亡くなる前に最後に口を聞いたのは岩田らしいと岩田は述べており、「後をよろしく」と言ったという。
その後英国に遊学し、帰国後1991年より本格的にオペラ演出を志し、栗山昌良に演出助手として師事した。
1996年五島記念文化賞オペラ新人賞を受賞し、1998年より2年間、ドイツ、イギリスを中心にヨーロッパ各地を遊学、研鑽を積む。
2001年頃から本格的にオペラ演出家として活動を始める。
演出を手掛けるプロダクションとして日生劇場、新国立劇場、びわこホール、藤原歌劇団、日本オペラ協会、コレギウム・ムジクム、藤沢市民オペラ、愛知県文化振興事業団、神戸市演奏協会、大阪音楽大学ザ・カレッジ・オペラハウス、関西二期会、関西歌劇団、堺シティオペラ、広島オペラルネッサンス、鹿児島オペラ協会、ミャゴラトーリ他、多数にのぼる。
2007年以降はいずみホール・オペラのプロデューサーを兼任。
2024年現在、大阪音楽大学・大阪音楽大学短期大学部 演出 客員教授。名古屋芸術大学特別客員教授。ひろしまオペラルネッサンス芸術監督。

## 主な受賞歴
- 1996年 - 五島記念文化賞オペラ新人賞[1][3]
- 2003年 - 音楽クリティック・クラブ賞（堺シティオペラでのプッチーニ『三部作』に対して）[1]
- 2005年 - 大阪府舞台芸術賞、音楽クリティック･クラブ賞（いずみホールでのプーランク『カルメル会修道女の対話』に対して）[1]
- 2005年 - 佐川吉男音楽賞（堺シティオペラでの『三部作』と愛知万博開催記念オペラ 新実徳英『白鳥』に対して）[1]
- 2006年 - 音楽クリティック・クラブ賞（岩田達宗自身に対して）[1][7][8]
- 2008年 - 三菱UFJ信託音楽賞（ヴェルディ『ファルスタッフ』に対して）[7]
- 2011年 - 文化庁芸術祭大賞（ザ・カレッジ・オペラハウス公演でのブリテン『ねじの回転（英語版）』に対して）[1]
- 2012年 - 佐川吉男音楽賞（加藤昌則『白虎』に対して）[7]
- 2014年 - 佐川吉男音楽賞（青島広志『黄金の国』に対して）[7]
- 2015年 - 文化庁芸術祭優秀賞（ヴェルディ『ファルスタッフ』に対して）[7]
- 2018年 - 三菱UFJ信託音楽賞（モーツァルト『イドメネオ』に対して）[7]
- 2020年 - 佐川吉男音楽賞（細川俊夫『松風』に対して）[7]

## 代表的な演出作品
ラ・ジョコンダ、ランメルモールのルチア、夢遊病の女、仮面舞踏会、椿姫、ラ・ボエーム、フィガロの結婚、ドン・ジョヴァンニ、カルメン、リゴレット、夕鶴、よさこい節、源氏物語(世界初日本語版)、ファルスタッフ、カヴァレリア・ルスティカーナ、道化師、ナブッコ、古事記、遠い帆、白虎、てかがみ。
- 2022年6月 - 藤原歌劇団・コジ・ファン・トゥッテ
- 2022年10月 - 東京文化会館シアター・デビュー・プログラム オペラ・ショパン（英語版）（新制作: ジャコモ・オレフィーチェ作曲）
- 2023年2月 - 日本オペラ協会・源氏物語
- 2023年3月 - 鹿児島オペラ協会創立50周年記念公演・蝶々夫人[9]
- 2023年6月 - 日本オペラ協会・夕鶴
- 2023年7月 - 東京文化会館オペラBOX・助けて、助けて、宇宙人がやってきた!（英語版）（ジャン＝カルロ・メノッティ作曲）
- 2023年11月 - びわこホール、天国と地獄
- 2024年2月 - 日本オペラ協会、ニングル